# Bí thư thứ nhất Trung ương Đoàn Thanh niên Cộng sản Hồ Chí Minh
Bí thư thứ nhất Ban Chấp hành Trung ương Đoàn Thanh niên Cộng sản Hồ Chí Minh hay còn được gọi Bí thư thứ nhất Trung ương Đoàn, là người đứng đầu Ban Chấp hành Trung ương Đoàn Thanh niên Cộng sản Hồ Chí Minh có nhiệm kỳ 5 năm. Là chức vụ cao nhất trong các tổ chức phong trào thanh thiếu nhi toàn quốc.
Bí thư thứ nhất là chức vụ dự bị cho các chức danh lãnh đạo trong Đảng sau này. Bí thư thứ nhất thường là Ủy viên Trung ương Đảng dự khuyết, một số trường hợp là Ủy viên Trung ương Đảng.

## Chức năng, nhiệm vụ
Bí thư thứ nhất Trung ương Đoàn là người lãnh đạo cao nhất của tổ chức Đoàn với các chức năng và nhiệm vụ như sau:
- Chủ trì điều hành công việc và kết luận các phiên họp của Ban Chấp hành, Ban Thường vụ, Ban Bí thư Trung ương Đoàn.
- Chịu trách nhiệm trước Bộ Chính trị, Ban Bí thư Trung ương Đảng, Ban Chấp hành, Ban Thường vụ, Ban Bí thư Trung ương Đoàn về việc tổ chức thực hiện các chủ trương, chính sách của Đảng, Nghị quyết Đại hội đại biểu Đoàn toàn quốc, các Nghị quyết, chủ trương của Ban Chấp hành, Ban Thường vụ, Ban Bí thư Trung ương Đoàn.
- Cùng Ban Chấp hành, Ban Thường vụ, Ban Bí thư Trung ương Đoàn giữ mối quan hệ và phối hợp với các cơ quan Đảng, Nhà nước, Mặt trận Tổ quốc, các đoàn thể, các tổ chức kinh tế-xã hội, các tổ chức quốc tế.
- Phụ trách chung các mặt công tác của Đoàn.
- Trực tiếp chỉ đạo việc nghiên cứu, xây dựng các nội dung công tác quan trọng của Đoàn và phong trào thanh thiếu nhi.
- Đề xuất những vấn đề chủ trương, chương trình công tác lớn đề Ban Chấp hành, Ban Thường vụ, Ban Bí thư Trung ương Đoàn quyết định.
- Trực tiếp phụ trách công tác Quốc tế thanh niên và công tác tổ chức cán bộ.
- Thay mặt Ban Chấp hành, Ban Thường vụ, Ban Bí thư Trung ương Đoàn ký các Nghị quyết, quyết định, báo cáo, tờ trình lãnh đạo Đảng, Nhà nước và các văn bản quan trọng của Ban Chấp hành, Ban Thường vụ, Ban Bí thư Trung ương Đoàn.
- Là Thủ trưởng cơ quan Trung ương Đoàn, giữ mối quan hệ chặt chẽ với Đảng ủy cơ quan giải quyết các vấn đề có liên quan tới công tác tổ chức cán bộ, công tác xây dựng cơ quan, xây dựng Đảng, thực hiện chế độ chính sách đối với cán bộ cơ quan Trung ương Đoàn.
- Trả lời chất vấn, tiếp thu phê bình của các Bí thư, Ủy viên Ban Thường vụ, Ủy viên Ban Chấp hành Trung ương liên quan đến trách nhiệm của Bí thư thứ nhất.
- Khi cần thiết Bí thư thứ nhất sẽ phân công Bí thư xử lý công việc thường nhật.

## Danh sách Bí thư thứ nhất
Ủy viên Trung ương Đảng
      Ủy viên dự khuyết Trung ương Đảng
| STT | Đại hội lần thứ | Bí thư thứ nhất | Chức danh                                                       | Chức danh                                                       | Thời gian nhậm chức | Thời gian miễn nhiệm                              | Ghi chú                                           |
| --- | --------------- | --------------- | --------------------------------------------------------------- | --------------------------------------------------------------- | ------------------- | ------------------------------------------------- | ------------------------------------------------- |
| 1   | I               | Nguyễn Lam      |                                                                 | Bí thư Trung ương Đoàn Thanh niên Cứu Quốc Việt Nam             | 14/2/1950           | 4/11/1956                                         |                                                   |
| 1   | II              | Nguyễn Lam      | Bí thư thứ nhất Trung ương Đoàn Thanh niên Lao động Việt Nam    | 4/11/1956                                                       | 25/3/1961           | Ủy viên Trung ương Đảng từ năm 9/1960             |                                                   |
| 1   | II              | Nguyễn Lam      | Bí thư thứ nhất Trung ương Đoàn Thanh niên Lao động Việt Nam    | 4/11/1956                                                       | 25/3/1961           | Ủy viên Trung ương Đảng từ năm 9/1960             |                                                   |
| 2   | III             | Vũ Quang        |                                                                 | Bí thư thứ nhất Trung ương Đoàn Thanh niên Lao động Việt Nam    | 25/3/1961           | 20/2/1970                                         |                                                   |
| 2   | III             | Vũ Quang        |                                                                 | Bí thư thứ nhất Trung ương Đoàn Thanh niên Lao động Hồ Chí Minh | 20/2/1970           | 18/9/1976                                         |                                                   |
| 3   | III             | Đặng Quốc Bảo   |                                                                 | Bí thư thứ nhất Trung ương Đoàn Thanh niên Lao động Hồ Chí Minh | 18/9/1976           | 30/12/1976                                        |                                                   |
| 3   | III             | Đặng Quốc Bảo   |                                                                 | Bí thư thứ nhất Trung ương Đoàn Thanh niên cộng sản Hồ Chí Minh | 30/12/1976          | 22/11/1980                                        | Ủy viên Trung ương Đảng từ 12/1976                |
| 3   | IV              | Đặng Quốc Bảo   | Bí thư thứ nhất Trung ương Đoàn Thanh niên cộng sản Hồ Chí Minh | 22/11/1980                                                      | 24/4/1982           |                                                   | Ủy viên Trung ương Đảng từ 12/1976                |
| 4   | IV              | Vũ Mão          |                                                                 | Bí thư thứ nhất Trung ương Đoàn Thanh niên cộng sản Hồ Chí Minh | 24/4/1982           | 30/11/1987                                        | Ủy viên Trung ương Đảng từ 3/1982                 |
| 5   | V               | Hà Quang Dự     |                                                                 | Bí thư thứ nhất Trung ương Đoàn Thanh niên cộng sản Hồ Chí Minh | 30/11/1987          | 18/10/1992                                        | Ủy viên Trung ương Đảng từ 6/1991                 |
| 5   | V               | Hà Quang Dự     |                                                                 | Bí thư thứ nhất Trung ương Đoàn Thanh niên cộng sản Hồ Chí Minh | 30/11/1987          | 18/10/1992                                        | Ủy viên Trung ương Đảng từ 6/1991                 |
| 6   | VI              | Hồ Đức Việt     |                                                                 | Bí thư thứ nhất Trung ương Đoàn Thanh niên cộng sản Hồ Chí Minh | 18/10/1992          | 25/12/1996                                        | Ủy viên Trung ương Đảng từ 1/1994                 |
| 6   | VI              | Hồ Đức Việt     |                                                                 | Bí thư thứ nhất Trung ương Đoàn Thanh niên cộng sản Hồ Chí Minh | 18/10/1992          | 25/12/1996                                        | Ủy viên Trung ương Đảng từ 1/1994                 |
| 7   | VI              | Vũ Trọng Kim    |                                                                 | Bí thư thứ nhất Trung ương Đoàn Thanh niên cộng sản Hồ Chí Minh | 25/12/1996          | 29/11/1997                                        | Ủy viên Trung ương Đảng từ 7/1996                 |
| 7   | VII             | Vũ Trọng Kim    | 29/11/1997                                                      | Bí thư thứ nhất Trung ương Đoàn Thanh niên cộng sản Hồ Chí Minh | 28/7/2001           |                                                   | Ủy viên Trung ương Đảng từ 7/1996                 |
| 8   | VII             | Hoàng Bình Quân |                                                                 | Bí thư thứ nhất Trung ương Đoàn Thanh niên cộng sản Hồ Chí Minh | 28/7/2001           | 11/12/2002                                        | Ủy viên Trung ương Đảng từ 4/2001                 |
| 8   | VIII            | Hoàng Bình Quân |                                                                 | Bí thư thứ nhất Trung ương Đoàn Thanh niên cộng sản Hồ Chí Minh | 11/12/2002          | 2/7/2005                                          | Ủy viên Trung ương Đảng từ 4/2001                 |
| 9   | VIII            | Đào Ngọc Dung   |                                                                 | Bí thư thứ nhất Trung ương Đoàn Thanh niên cộng sản Hồ Chí Minh | 2/7/2005            | 14/1/2007                                         | Ủy viên Trung ương Đảng từ 4/2006                 |
| 10  | VIII            | Võ Văn Thưởng   |                                                                 | Bí thư thứ nhất Trung ương Đoàn Thanh niên cộng sản Hồ Chí Minh | 14/1/2007           | 21/12/2007                                        | Ủy viên dự khuyết Trung ương Đảng từ tháng 4/2006 |
| 10  | IX              | Võ Văn Thưởng   |                                                                 | Bí thư thứ nhất Trung ương Đoàn Thanh niên cộng sản Hồ Chí Minh | 21/12/2007          | 6/10/2011                                         | Ủy viên Trung ương Đảng từ 1/2011                 |
| 11  | IX              | Nguyễn Đắc Vinh |                                                                 | Bí thư thứ nhất Trung ương Đoàn Thanh niên cộng sản Hồ Chí Minh | 6/10/2011           | 14/12/2012                                        | Ủy viên dự khuyết Trung ương Đảng từ tháng 1/2011 |
| 11  | X               | Nguyễn Đắc Vinh |                                                                 | Bí thư thứ nhất Trung ương Đoàn Thanh niên cộng sản Hồ Chí Minh | 14/12/2012          | 21/04/2016                                        | Ủy viên Trung ương Đảng từ tháng 1/2016           |
| 12  | X               | Lê Quốc Phong   |                                                                 | Bí thư thứ nhất Trung ương Đoàn Thanh niên cộng sản Hồ Chí Minh | 21/04/2016          | 13/12/2017                                        | Ủy viên dự khuyết Trung ương Đảng từ tháng 1/2016 |
| 12  | XI              | Lê Quốc Phong   | 13/12/2017                                                      | Bí thư thứ nhất Trung ương Đoàn Thanh niên cộng sản Hồ Chí Minh | 11/10/2020          |                                                   | Ủy viên dự khuyết Trung ương Đảng từ tháng 1/2016 |
| 13  | XI              | Nguyễn Anh Tuấn |                                                                 | Bí thư thứ nhất Trung ương Đoàn Thanh niên cộng sản Hồ Chí Minh | 11/11/2020          | 23/07/2022                                        | Ủy viên Trung ương Đảng từ 1/2021                 |
| 13  | XI              | Nguyễn Anh Tuấn |                                                                 | Bí thư thứ nhất Trung ương Đoàn Thanh niên cộng sản Hồ Chí Minh | 11/11/2020          | 23/07/2022                                        | Ủy viên Trung ương Đảng từ 1/2021                 |
| 14  | XI              | Bùi Quang Huy   | Bí thư thứ nhất Trung ương Đoàn Thanh niên Cộng sản Hồ Chí Minh | 25/08/2022                                                      | 16/12/2022          | Ủy viên dự khuyết Trung ương Đảng từ tháng 1/2021 |                                                   |
| 14  | XI              | Bùi Quang Huy   | Bí thư thứ nhất Trung ương Đoàn Thanh niên Cộng sản Hồ Chí Minh | 25/08/2022                                                      | 16/12/2022          | Ủy viên dự khuyết Trung ương Đảng từ tháng 1/2021 |                                                   |
| 14  | XII             | Bùi Quang Huy   | Bí thư thứ nhất Trung ương Đoàn Thanh niên Cộng sản Hồ Chí Minh | 16/12/2022                                                      | nay                 | Ủy viên dự khuyết Trung ương Đảng từ tháng 1/2021 |                                                   |